# 蒲生頼郷
蒲生 頼郷（がもう よりさと、? - 慶長5年（1600年））は、安土桃山時代の武将。諱は真令（さねのり）とも。通称は喜内。また、備中守を名乗った。
なお、頼郷と同じく蒲生氏の元家臣で、蒲生姓を与えられた蒲生郷舎と混同されがちであるが、別人とされる。

## 生涯
近江国蒲生郡日野の横山村出身。初名は横山喜内。初め六角氏の家臣であったが、織田信長の上洛時に六角氏は滅亡したため、蒲生氏に仕えた。本能寺の変の際には日野城に籠城する。天正15年（1587年）、九州征伐に従軍して、岩石城攻めで軍奉行を務めた。戦後、主君の蒲生氏郷より「蒲生」の姓と「郷」の一字を与えられ蒲生頼郷と名乗った。氏郷が会津に移ったときには塩川城代を務め、1万3,000石を知行し、のちに梁川城代を務めた。
蒲生秀行の下野宇都宮移封後に出奔し、石田三成に仕えた。
慶長5年（1600年）、関ヶ原の戦いで島清興とともに奮戦し、不利な状況のなか、東軍の織田有楽を負傷させるなどの活躍をみせるが、その後千賀文蔵兄弟に討ち取られた。

## 登場作品
- 『葵 徳川三代』(2000年、NHK大河ドラマ、演：竜雷太)　ただし蒲生郷舎として登場している。